# 1月30日
1月30日是阳历（平年）年的第30天，离一年的结束还有335天（闰年是336天）。

## 大事记

### 20世紀以前
- 757年：安禄山被儿子安庆绪杀死。
- 1018年：神聖羅馬皇帝亨利二世與波蘭統治者波列斯瓦夫一世簽訂《包岑和約》，結束德波戰爭（英语：German–Polish War (1003–1018)）。
- 1287年：孟族領袖伐麗流在下緬甸地區建立勃固王朝，並宣布擺脫蒲甘王國的統治。
- 1595年：威廉·莎士比亚的《罗密欧与朱丽叶》首演。
- 1649年：在第二次英格兰内战战败后，英格兰国王查理一世在国宴厅前遭公开斩首。
- 1662年：荷蘭台灣長官揆一寫信向鄭成功表示投降。
- 1889年：奧匈帝國皇太子魯道夫及其情婦瑪麗·韋策拉在梅耶林的獵宮徇情自殺。

### 20世紀
- 1902年：為維護雙方於中國及朝鮮半島的利益，英國與日本建立軍事同盟關係，
- 1933年：德国总统保罗·冯·兴登堡任命阿道夫·希特勒为总理，标志着纳粹党开始掌权。
- 1939年：阿道夫·希特勒在帝國議會發表演講，稱歐洲猶太民族將在世界大戰爆發的時候滅亡。
- 1943年：二戰：英国同美国空袭德国柏林[來源請求]。
- 1945年：二戰：苏联潜艇在波罗的海击沉德国威廉·古斯特洛夫号邮轮，造成至少9,300人死亡，为史上死亡人数最多的船难。
- 1945年：二戰同盟國軍隊從菲律賓卡巴納圖附近的日軍戰俘營解放了500多名戰俘。
- 1948年：第五届冬季奥林匹克运动会在瑞士圣莫里茨开幕。
- 1948年：印度国民大会党领袖圣雄甘地遭到印度教信徒南度蓝姆·高德西枪击死亡。
- 1964年：由阮慶率領的越南共和軍叛軍發動軍事政變，推翻了以楊文明為首的軍人革命委員會。
- 1968年：美國海軍情蒐艦普韦布洛号在日本海海域遭朝鮮人民軍海軍的艦艇襲擊並俘獲。
- 1968年：越南人民軍和越南南方民族解放阵线游擊隊聯手啟動春節攻勢，對越南共和國（南越）、美国及其联军發動大規模的突然袭击。
- 1969年：英國樂團披頭四於蘋果唱片總部頂樓舉辦即興演唱會，也是該樂團最後一次公開演出。
- 1972年：血腥星期日：在北愛爾蘭德里，英国军队向游行示威者开枪，造成14人死亡，13人受傷。
- 1972年：巴基斯坦退出英联邦，以抗議大英國協承認脫離巴國獨立的孟加拉。
- 1979年：由里約格朗德航空820號班機空難倖存機長執飛的巴西航空967號班機從日本東京成田國際機場起飛半小時後在太平洋上空失聯，至今仍未尋獲。
- 1982年：里奇·斯克伦塔（英语：Rich Skrenta）写出世界上第一个广泛传播的病毒“Elk Cloner”。
- 1995年：中共中央總書記江澤民發表「江八點」作為對海峽兩岸關係之主張，而同年4月8日時任中華民國總統李登輝則提出李六條作為對其之回應。
- 1995年：美國國立衛生研究院的工作人员宣布临床试验用于镰状细胞病第一防治测试成功。
- 2000年：肯尼亚航空431号班机在科特迪瓦外海墜毀，169人罹難。

### 21世紀
- 2003年：比利时成为世界上第二个承认同性婚姻的国家。
- 2005年：伊拉克举行推翻萨达姆政权以来的首次全国大选。
- 2007年：美國微軟公司開發的視窗作業系統Windows Vista在紐約向全球正式發布。
- 2013年：罗老号成为韩国发射的第一枚运载火箭[1]。
- 2020年：隨著嚴重特殊傳染性肺炎疫情逐漸蔓延至全球，世界衛生組織宣布其為「國際關注的突發公共衛生事件」。

## 出生
- 前58年：莉薇婭，奧古斯都的妻子（29年逝世）
- 133年：狄狄烏斯·尤利安努斯，羅馬皇帝（193年逝世）
- 1754年：约翰·兰辛，美國政治家（1829年逝世）
- 1832年：路易莎·費爾南達，西班牙公主和法国蒙龐西耶公爵夫人（1897年逝世）
- 1879年：鳥井信治郎，日本企業家，三得利創辦人（1962年逝世）
- 1882年：富兰克林·德拉诺·罗斯福，美国政治人物，第32任美国总统（1945年逝世）
- 1894年：鮑里斯三世，保加利亞沙皇（1943年逝世）
- 1902年：尼古拉斯·佩夫斯納，德裔英國藝術、建築史學家（1983年逝世）
- 1905年：埃米利奧·塞格雷，義大利-美國物理學家（1989年逝世）
- 1911年：伊凡·桑德森，美國生物學家、神秘動物學家（1973年逝世）
- 1912年：芭芭拉·塔奇曼，美國歷史學家、流行史作家、記者（1989年逝世）
- 1915年：约亨·派佩尔，第二次世界大戰德國軍人（1976年逝世）
- 1915年：約翰·普羅富莫，英國政治家，普羅富莫事件主角（2006年逝世）
- 1919年：是松豐三郎，日裔美國人權運動者（2005年逝世）
- 1920年：長谷川町子，日本漫畫家（1992年逝世）
- 1924年：約翰·J·斯塔莫斯，美國律師、法官（2017年逝世）
- 1925年：道格拉斯·恩格爾巴特，美国发明家，鼠标的发明者（2013年逝世）
- 1926年：瓦西里·阿爾希波夫，蘇聯海軍軍官（1998年逝世）
- 1927年：奧洛夫·帕爾梅，瑞典政治人物，第33、37任瑞典首相（1986年逝世）
- 1927年：釋傳印，中國佛教僧人（2023年逝世）
- 1929年：赤崎勇，日本工程學家，2014年諾貝爾物理學獎得主（2021年逝世）
- 1930年：鈴木修，日本企業家（2024年逝世）
- 1930年：金·哈克曼，美國男演員、小說家（2025年逝世）
- 1935年：蕭勤，臺灣藝術家（2023年逝世）
- 1935年：讓·迪貝利，法國政治人物（2025年逝世）
- 1937年：鮑里斯·斯帕斯基，俄羅斯西洋棋棋手（2025年逝世）
- 1941年：迪克·切尼，美國政治人物，第46任美國副總統
- 1942年：布萊恩·克尼漢，加拿大計算機科學家
- 1946年：保羅·亞歷山大，美國律師、小兒麻痺症倖存者，世上最後一位住在鐵肺中的人類之一（2024年逝世）
- 1947年：柏原正樹，日本數學家
- 1947年：奧莉薇亞·柯爾曼，英國女演員
- 1948年：吳敦義，台灣政治人物
- 1948年：吉野彰，日本化學家，2019年諾貝爾化學獎得主
- 1949年：團時朗，日本男演員（2023年逝世）
- 1951年：菲尔·柯林斯，英国歌手
- 1953年：勞倫蒂諾·科爾蒂索，巴拿馬政治人物，現任巴拿馬總統
- 1955年：麥卡爾·湯普森，美國NBA籃球運動員
- 1962年：阿卜杜拉二世，约旦國王
- 1965年：青山穰，日本男性聲優
- 1968年：費利佩六世，西班牙國王
- 1970年：，日本女性聲優
- 1971年：李瑞鎮，韓國男演員
- 1972年：邁克·約翰遜，美國政治人物，現任美國眾議院議長
- 1974年：克里斯汀·貝爾，英國男演員
- 1974年：珍美瑪·罕，英國名媛及記者
- 1977年：夕樹舞子，日本AV女優
- 1978年：江祖平，台灣女演員
- 1979年：劉河俊，韓國男演員
- 1980年：蔡尚甫，台灣男藝人
- 1980年：李·澤爾丁，美國政治人物，曾任紐約州聯邦參議員及聯邦眾議員
- 1981年：詹姆士·海皮，英國政治人物
- 1981年：貝碧托夫，保加利亞足球運動員
- 1982年：德山秀典，日本男演員、歌手
- 1984年：王珞丹，中國女演員
- 1984年：葛岡碧，日本女演員、模特兒
- 1985年：杜若溪，中國女演員
- 1986年：下田麻美，日本女性聲優
- 1986年：松岡李那，日籍香港女模特
- 1989年：白成鉉，韓國男演員
- 1989年：姜漢娜，韓國女演員
- 1990年：李溪芮，中國女演員
- 1990年：李絮，韓國女演員
- 1990年：艾莎·岡薩雷，墨西哥女演員、歌手
- 1993年：張進翹，香港創作型音樂人
- 1993年：千賀滉大，日本職業棒球運動員
- 1994年：稻瀨葵，日本女性聲優
- 1995年：岩佐美咲，日本女子偶像團體AKB48成員
- 1995年：傑克·勞爾，英國男子跳水運動員
- 1995年：馬科斯·略倫特，西班牙職業足球運動員
- 1995年：維多利亞·科莫娃，俄羅斯女子體操運動員
- 1996年：肖若騰，中國男子競技體操運動員
- 1999年：莫塔茲·阿扎伊扎，巴勒斯坦攝影記者
- 2000年：西田有志，日本男子排球運動員
- 2001年：張娜英，韓國女子樂團QWER成員
- 2002年：左林杰，中國男歌手、舞者、演員
- 2002年：清原果耶，日本女演員
- 2003年：劉子銓，臺灣男歌手
- 2007年：張志傑，中國男子羽球運動員（2024年逝世）
- 生年不詳：山崎真花，日本女性聲優

## 逝世
- 232年：華歆，漢末曹魏政治家。（157年出生）
- 757年：安禄山，安史之亂的主要發動人之一，并建立燕政权，年号聖武（703年出生）
- 1181年：高倉天皇，日本第80代天皇（1161年出生）
- 1649年：查理一世，英格蘭、蘇格蘭、與愛爾蘭國王（1600年出生）
- 1836年：貝特西·羅斯，美國國旗的首位製作者（1752年出生）
- 1847年：弗吉尼亚·坡，英國小說家爱伦·坡的妻子（1822年出生）
- 1858年：康拉德·雅各·特明克，荷蘭貴族、動物學家（1778年出生）
- 1867年：孝明天皇，日本121代天皇（1831年出生）
- 1983年：艾倫·康寧漢，英國陸軍上將（1887年出生）
- 1889年：魯道夫，奧匈帝國皇帝弗朗茨·約瑟夫一世獨子（1858年出生）
- 1889年：瑪麗·韋策拉，奧匈帝國皇儲魯道夫的情婦（1871年出生）
- 1945年：戈特利布·哈伯蘭特，奧地利植物學家（1854年出生）
- 1946年：安倍寬，日本政治人物（1894年出生）
- 1948年：圣雄甘地，印度獨立運動領袖（1869年出生）
- 1948年：奥维尔·莱特，美國飞机设计师（1871年出生）
- 1951年：费迪南德·保时捷，奥地利汽车设计师（1875年出生）
- 1963年：弗朗西斯·普朗克，法國鋼琴家、作曲家（1899年出生）
- 1969年：李宗仁，中国国民革命军陆军一级上将，曾任中华民国副总统、代总统（1891年出生）
- 1974年：默里·喬蒂納，美國競選戰略家、律師、官員（1909年出生）
- 1991年：约翰·巴丁，美国物理学家、工程師，1956年及1972年諾貝爾物理學獎得主（1908年出生）
- 1994年：皮埃爾·布勒，法國小說家（1912年出生）
- 1998年：塞繆爾·艾倫伯格，波蘭裔美國數學家（1913年出生）
- 2000年：劉丹，中國女演员（1972年出生）
- 2006年：科丽塔·斯科特·金，美国民权活动家（1927年出生）
- 2011年：约翰·巴瑞，英國作曲家（1933年出生）
- 2019年：陸端，香港副財政司、大埔理民官（1930年出生）
- 2021年：虞音蓓，台灣新北市傑出學務人員、環保運動者、山野教育家與獨木舟好手（1973年出生）
- 2023年：黎介壽，中國普外科學專家（1924年出生）
- 2023年：丁邦新，臺灣語言學家（1936年出生）
- 2023年：歐陽平凱，中國生物化工專家（1945年出生）
- 2024年：奇塔·里韋拉，美國女演員、歌手、舞者（1933年出生）
- 2025年：迪克·巴頓，美國男子花式滑冰運動員（1929年出生）
- 2025年：陳仲民，華裔巴布亞紐幾內亞政治人物，第2任巴布亞紐幾內亞總理（1939年出生）

## 节假日和习俗
- 印度：烈士節
- 希腊：教師節
- 巴西：薩烏達德日
- ：工程師節
- 美国加利福尼亞州、夏威夷等：是松豐三郎日